# Cluedo (film)
Pour les articles homonymes, voir Cluedo (homonymie).
Pour plus de détails, voir Fiche technique et Distribution.
Cluedo (Clue) est une comédie policière américaine coécrite et réalisée par Jonathan Lynn, sortie en 1985. Il s’agit de l’adaptation du jeu de société Cluedo, créé en 1943 et dont la première édition est sortie en 1949.
Le film suit six invités, réunis dans une mystérieuse maison, qui coopèrent pour résoudre l'énigme posée par un meurtre.
Inspiré par la nature du jeu de société, la sortie initiale du film comportait différentes fins avec une des trois possibilités envoyées aux exploitants de salles. Lors de sa sortie en VHS, les trois fins sont incluses les unes à la suite des autres.

## Synopsis
Six mystérieux invités sont accueillis et chacun d'entre eux se voit attribuer un pseudonyme pour la soirée.
Ils sont tous là : Madame Blanche, veuve d'un scientifique reconnu ; le Professeur Violet, radié de l'ordre des médecins pour abus sexuels ; Madame Pervenche, épouse d'un sénateur corrompu ; Mademoiselle Rose, proxénète ; le Colonel Moutarde, un ex-militaire en retraite à Washington ; Monsieur Olive, travaillant aux Affaires étrangères. Invités par Monsieur Moore, un hôte mystérieux, ils se retrouvent dans l'étrange manoir des Collines, accueillis par Wadsworth, un maître d'hôtel surexcité et Yvette, une soubrette pulpeuse.
La pluie tombe en trombes. Wadsworth arrive au manoir où se trouvent Yvette et la cuisinière. Les invités arrivent les uns après les autres. Au repas, les six invités tentent de faire connaissance sous l'insistance de Mme Pervenche qui, selon le professeur Violet, a peur du silence. Cependant, l'identité de leur hôte, absent, les intrigue.
Monsieur Moore, arrive. Après le repas, les invités apprennent leur point commun : depuis quelque temps, Moore leur fait du chantage pour leur soutirer de l'argent.
Moore propose aux invités de tuer Wadsworth pour éviter le scandale de leur chantage : dans la pénombre, un coup de feu retentit et lorsque la lumière est rétablie, Moore est retrouvé apparemment mort. Puis Yvette, qui écoutait la conversation dans la salle de billard, hurle. Ensuite, la cuisinière est retrouvée poignardée dans la cuisine et Moore, qui s'est relevé du bureau, est retrouvé tué à coups de chandelier.
Les invités décident de fouiller toute la maison à la recherche de l'assassin, en constituant des groupes de deux personnes, à la courte-paille. Wadsworth enferme les armes dans un placard. Un automobiliste sonne disant que sa voiture est en panne et qu'il a besoin de téléphoner. Lors de la battue, l'automobiliste est retrouvé mort par Mademoiselle Rose et le Colonel Moutarde dans le petit salon, tué d'un coup de clé anglaise. Un policier retrouve la voiture de l'automobiliste. Il sonne au manoir et demande à téléphoner. La battue reprend, mais une coupure de courant l'interrompt, durant laquelle le policier est tué à coup de tuyau métallique, Yvette est étranglée avec la corde et une fille au télégramme chantant sonne et est abattue avec le pistolet.
Le majordome se met alors à retracer les événements de la soirée, et déclare Mademoiselle Rose coupable de tous les meurtres. Acculée, elle menace le majordome avec le revolver. Mais la sonnette retentit. Le majordome profite de la surprise pour s'emparer du revolver. De nombreux policiers investissent alors le manoir : le majordome était un agent d'infiltration.
Un dénouement alternatif est ensuite proposé, où Madame Pervenche est coupable de tous les meurtres. Elle se fait arrêter également.
Enfin, le vrai dénouement est présenté : le majordome était en réalité Moore, qui avait échangé pour l'occasion son rôle avec Wadsworth. C'est donc le maître d'hôtel qui a été tué d'un coup de chandelier. L'objectif de la soirée était de provoquer les assassinats de ses complices, à savoir Yvette, la cuisinière, l'automobiliste, le policier et la fille au télégramme, grâce auxquels Moore avait obtenu les secrets des invités. Il les avait invités également dans le manoir sous le couvert d'historiettes (la panne de l'automobiliste, sans doute une excuse). Dans cette fin, les six invités ont commis un meurtre, jusqu'à Monsieur Olive, qui abat le faux majordome armé. Monsieur Olive était en réalité un agent d'infiltration.

## Fiche technique
- Titre original : Clue
- Titre français : Cluedo
- Réalisation : Jonathan Lynn
- Scénario : John Landis et Jonathan Lynn, adapté du jeu de société éponyme créé par Anthony E. Pratt
- Musique : John Morris
- Costumes : Michael Kaplan
- Photographie : Victor J. Kemper
- Montage : David Bretherton et Richard Haines
- Production : Debra Hill
- Sociétés de production : The Guber-Peters Company ; Polygram Pictures ; Paramount Pictures (coproduction)
- Société de distribution : Paramount Pictures
- Budget : 15 millions de dollars (est.)[réf. nécessaire]
- Pays d’origine :  États-Unis
- Langue originale : anglais
- Format : couleur - Mono - 35 mm - 1.85:1
- Genre : Comédie policière, comédie noire
- Durée : 94 minutes
- Dates de sorties[1] :
  - États-Unis : 13 décembre 1985
  - France : 7 mai 1986
- Classification :
  - États-Unis : parental guidance (accord parental souhaitable)
  - France : tous publics

## Distribution
- Tim Curry (VF : Jacques Ferrière) : Wadsworth
- Madeline Kahn (VF : Béatrice Delfe) : Madame Blanche
- Martin Mull (VF : Roger Lumont) : le Colonel Moutarde
- Christopher Lloyd (VF : Jean Barney) : le Professeur Violet
- Lesley Ann Warren (VF : Perrette Pradier) : Mademoiselle Rose
- Eileen Brennan (VF : Claude Chantal) : Madame Pervenche
- Michael McKean (VF : Jacques Ebner) : Monsieur Olive
- Colleen Camp (VF : Anne Kerylen) : Yvette
- Lee Ving (VF : Mario Santini) : Monsieur Moore
- Kellye Nakahara : Madame Ho, la cuisinière
- Jeffrey Kramer (VF : Patrick Guillemin) : l'automobiliste
- Bill Henderson (VF : Georges Atlas) : le policier venant téléphoner
- Jane Wiedlin (VF : Claude Chantal) : la fille du télégramme chantant
- Howard Hesseman (VF : Yves Barsacq) : le chef de la police (non crédité)

## Production

### Développement
Le concept de fins multiples fut développé par John Landis qui a affirmé dans une interview avoir invité le dramaturge Tom Stoppard, le compositeur et scénariste Stephen Sondheim et l'acteur Anthony Perkins pour écrire le scénario. Jonathan Lynn l'a ensuite finalisé.
Une quatrième fin fut tournée mais Lynn la supprima car, comme il le déclarera : "Ce n'était vraiment pas très bon. Je l'ai regardée et j'ai pensé "Non, non, non, nous devons nous en débarrasser."" Dans cette quatrième fin, Wadsworth a commis tous les meurtres, motivé par son désir de perfection. N'ayant pas réussi à être le mari parfait ou le majordome parfait, il a décidé d'être le meurtrier parfait. Wadsworth annonce qu'il a empoisonné le champagne que les invités ont bu plus tôt afin qu'ils meurent incessamment, ne laissant aucun témoin. La police et le FBI arrivent et Wadsworth est arrêté. Il se libère et vole une voiture de police, mais son évasion est contrecarrée par trois chiens policiers installés sur le siège arrière. Cette fin est documentée dans Clue: The Storybook, un livre publié conjointement avec le film.

### Casting
Carrie Fisher fut initialement engagée pour jouer le rôle de Mademoiselle Rose mais se retira pour suivre une cure de désintoxication pour ses problèmes d'alcool et de drogue.
Le premier choix de Jonathan Lynn pour le rôle de Wadsworth fut Leonard Rossiter mais l'acteur décéda avant le début du tournage. Le second choix fut Rowan Atkinson, mais il fut décidé qu'il n'était pas assez connu à l'époque et c'est finalement Tim Curry qui obtint le rôle.

### Tournage
Cluedo fut filmé aux studios de cinéma Paramount Pictures à Hollywood. Les décors furent construits par Les Gobruegge, Gene Nollmanwas et William B. Majorand puis agencés par Thomas L. Roysden. Pour les décors intérieurs, des meubles authentiques des XVIIIe et XIXe siècles furent loués à des collectionneurs privés, dont la descendance de Theodore Roosevelt. Une fois terminé, l'ensemble fut acheté par les producteurs de Dynastie, qui l'utilisèrent comme étant l'hôtel fictif The Carlton.
Toutes les scènes d'intérieur furent tournées chez Paramount, à l'exception de la scène de la salle de bal. La salle de bal, ainsi que les extérieurs, furent tournées dans un manoir situé à South Pasadena en Californie. Ce site fut détruit dans un incendie le 5 octobre 2005. Les plans extérieurs du manoir de Pasadena furent améliorés grâce au matte painting pour faire paraître la maison beaucoup plus grande, ceux-ci furent exécutés par l'artiste Syd Dutton avec l'aide d'Albert Whitlock.
Le célèbre monologue de Madame Blanche fut improvisé par Madeline Kahn.

## Sortie
Le film sort en salles le 13 décembre 1985 aux États-Unis. Chaque cinéma reçut l'une des trois fins, et quelques-uns d'entre eux annonçaient quelle fin le spectateur verrait.

### Adaptation en roman
Une adaptation en roman, basée sur le scénario de Jonathan Lynn, est écrite par Michael McDowell. Il existe une adaptation pour enfants intitulée Paramount Pictures Presents Clue: The Storybook écrite par John Landis, Jonathan Lynn et Ann Matthews. Les deux adaptations furent publiées en 1985 et diffèrent du film puisqu'elles comportent la quatrième fin coupée du montage du film original.

### Sortie VHS
Le film sort en VHS au Canada et aux États-Unis en 1986 et le 11 février 1991 dans d'autres pays. Il sort ensuite en DVD en juin 2000 puis en Blu-ray le 7 août 2012.
La VHS, les diffusions télévisées et les services de streaming tels que Netflix incluent les trois fins les unes à la suite des autres, les deux premières étant caractérisées comme des fins possibles, mais la troisième étant la vraie. Cependant, le Blu-ray et le DVD offrent aux téléspectateurs la possibilité de regarder les fins séparément (choisies au hasard par le lecteur), ainsi qu'une version se terminant avec les trois cousues ensemble.

### Musique du film
En février 2011, La-La Land Records a publié la partition de John Morris sous la forme d'un CD en édition limitée. En 2015, pour marquer le 30e anniversaire du film, Mondo a publié un vinyle en édition limitée pressé sur six couleurs différentes pour chacun des suspects.

## Accueil

### Accueil critique
Le film a d'abord reçu des critiques mitigées. Janet Maslin du New York Times a émit une critique négative du film et a déclaré que le début "est la seule partie engageante du film. Après cela, il commence à traîner." De même, Gene Siskel du Chicago Tribune a attribué au film 2,5 étoiles sur 4, écrivant : "Cluedo offre au début quelques gros éclats de rire, suivis de beaucoup de personnages qui courent sur un tapis roulant vers nulle part." Siskel a particulièrement critiqué la décision de sortir le film en salles avec trois fins distinctes, le qualifiant de "gimmick" qui détournerait l'attention du public du reste du film, concluant que "Cluedo est un film qui a besoin de trois milieux différents plutôt que de trois fins différentes."
Roger Ebert du Chicago Sun-Times a donné au film une critique de 2 étoiles sur 4, écrivant qu'il a une distribution "prometteuse", mais que le "scénario du film est si mince que [les acteurs] passent la plupart de leur temps l'air frustré, comme s'ils venaient d'être coupés juste avant d'être sur le point de dire quelque chose d'intéressant." Dans l'émission Siskel & Ebert & the Movies, Siskel et Ebert se sont accordés sur le fait que la première fin était la meilleure tandis que la troisième était la pire.
Le site Web d'agrégation de critiques de films Rotten Tomatoes a rapporté que 66 % des critiques ont donné au film une critique positive basée sur 32 critiques, avec une note moyenne de 6,1/10. Le consensus des critiques révèle : "Un ensemble robuste du jeu des acteurs élève Cluedo au-dessus de son schéma narratif, mais la dépendance de cette farce à la nouveauté plutôt qu'à l'esprit organique fait de sa valeur de divertissement un lancer de dés." Sur Metacritic, le film a un score moyen plus négatif de 39 sur 100 basé sur 11 critiques, indiquant "des critiques généralement défavorables."

### Accueil commercial
Cluedo a rapporté 14,6 millions de dollars en Amérique du Nord, juste en deçà de son budget de 15 millions de dollars.

## Remake
Universal Studios a annoncé en 2011 qu'un nouveau film basé sur le jeu était en cours de développement. Le film a d'abord été abandonné, puis repris alors que Hasbro s'est associé à Gore Verbinski pour le produire et le réaliser.
En août 2016, The Tracking Board a annoncé que Hasbro avait atterri à la 20th Century Fox avec Josh Feldman produisant pour Hasbro Studios, Ryan Jones en tant que producteur exécutif et Daria Cercek supervisant pour la Fox. Le film sera un "mystère mondial" avec des éléments d'action-aventure, créant potentiellement une franchise qui pourrait bien jouer à l'échelle internationale. En janvier 2018, la Fox a annoncé que Ryan Reynolds, qui avait conclu un accord de trois ans avec le studio, jouerait dans le remake, avec Rhett Reese et Paul Wernick, scénaristes de Deadpool, sa suite, et Life, en tant que scénaristes. En septembre 2019, The Wrap a rapporté que Jason Bateman était en pourparlers pour réaliser et jouer dans le film, mais a été rejeté peu de temps après. En février 2020, il a été rapporté que James Bobin était en pourparlers avec 20th Century Studios pour réaliser le film.

## Apparition dans d'autres médias
- L'épisode 5 de la saison 7 de la série Psych : Enquêteur malgré lui, intitulé Une soirée mystérieuse (100 Clues), met en scène certains acteurs du film Cluedo, à savoir Martin Mull, Christopher Lloyd et Lesley Ann Warren en tant que suspects dans une série de meurtres dans un manoir. L'épisode, en plus de contenir de nombreuses blagues et thèmes en hommage au film, comprend plusieurs fins dans lesquelles le public (séparément pour les téléspectateurs des côtes est et ouest) décide de qui est le vrai tueur. L'épisode est dédié à la mémoire de Madeline Kahn[27].
- Lesley Ann Warren joue dans un épisode de la sitcom The Cool Kids en tant que "love interest" de Martin Mull. Quand son apparition a été annoncée en novembre 2018, elle a été présentée par la presse comme une réunion du casting de Cluedo, bien qu'il ne contienne que Mull et Warren[28].
- Le premier épisode de la saison 9 des Griffin, intitulé Un dîner à mourir (And Then There Were Fewer) s'inspire largement du film ainsi que du roman d'Agatha Christie Dix Petits Nègres.
- Un documentaire intitulé Who Done It: The Clue Documentary a été annoncé en 2018, retraçant la fabrication du film, son ascension en tant que film culte et des interviews avec des personnes clés dans le processus de création du film[29].
- L'épisode 8 de la série Vagrant Queen, intitulé No Clue, s'inspire fortement du film, et du jeu dans une moindre mesure.

## Commentaires
- L'une des chansons récurrentes du film est Sh-Boom du groupe The Chords. Toute l'histoire est basée sur une affaire d'escroquerie et de chantage réalisée par monsieur Moore.
- Tous les invités suspectés ont quelque chose à se reprocher :
  - Madame Pervenche a reçu des sommes d'argent en cachette pour influer sur les votes de son mari, président de la commission de la défense.
  - Madame Blanche a été mariée cinq fois et tous ses maris sont morts « accidentellement », sauf son deuxième, qu'elle aurait décapité et châtré.
  - Le professeur Violet, éminent représentant de l'OMS et ancien psychiatre radié de l'ordre pour avoir abusé de ses patientes.
  - Monsieur Olive est homosexuel et a peur de perdre son travail aux Affaires étrangères si cela vient à se savoir.
  - Mademoiselle Rose poursuit des activités de prostitution et dirige un bordel.
  - Le colonel Moutarde a été profiteur durant la guerre, et vendait au marché noir des pièces de radio volées à l'armée de l'air américaine.
  - La femme de Wadsworth avait des amis socialistes (l'action du film est située durant la Peur rouge, en 1954).
  - Yvette et la cuisinière étaient les informatrices de monsieur Moore.
- Tous les invités suspectés ont également des informations intéressantes pour un maître-chanteur :
  - Madame Pervenche connaît bien du monde dans la politique et dans l'industrie de l'armement.
  - Madame Blanche avait pour mari un ponte de la physique nucléaire.
  - Le professeur Violet a un carnet d'adresse bien rempli à l'ONU.
  - Monsieur Olive travaillant aux Affaires étrangères doit avoir accès à des documents classifiés.
  - Le colonel Moutarde travaille sur la bombe H.
  - Mademoiselle Rose a comme clients nombre de notables de Washington.
- Mademoiselle Rose s'inquiète dans une scène du film du fait que tous iront probablement "à la chaise électrique". En Nouvelle-Angleterre en 1954, la peine de mort par chaise électrique existe dans les états du Massachusetts, le Vermont, ainsi que le Connecticut. Les trois autres états de Nouvelle-Angleterre (Maine, New Hampshire et Rhode Island) n'ont à cette date pas de peine de mort (elle y est abolie formellement ou informellement), et les divers meurtriers ne risquent donc pas de se voir condamnés à mort si l'action se déroule dans ces derniers (ainsi que semble l'indiquer le manque d'inquiétude paradoxal de Mlle Rose dans la fin où elle se révèle être la coupable).
- Une erreur dans le doublage en français introduit une confusion dans le vrai dénouement. Le faux maitre d'hôtel qui a attiré l'automobiliste pour qu'il soit tué par son ancien employeur le Colonel Moutarde, déclare contre toute logique : « vous avez abattu le "flic" d'un coup sur la tête ». Le policier corrompu est en fait assassiné par Mademoiselle Rose.

### Différences notables avec le jeu de plateau
Les événements et les personnages du film diffèrent quelque peu du jeu de société :
- Madame Leblanc est en général dans la version plateau la cuisinière ou la bonne de la maison, dans le film il s'agit de trois personnages distincts : Mme Blanche, Yvette et la cuisinière.
- Le personnage de monsieur Olive découle directement de la version américaine du jeu, Cluedo. En effet, en Europe et plus spécifiquement en France, Olive a toujours été soit un docteur (dans les premières éditions), soit un révérend, c'est-à-dire un homme d'église.
- La victime principale est monsieur Moore (jeu de mots par homophonie avec mort), et non le docteur Lenoir comme dans la version française du jeu.
- Le jeu de société nomme le domaine où a lieu le crime le manoir Tudor. Dans le film il est fait mention d'un manoir des Collines (Hill manor).
- Cinq importants personnages n'appartiennent pas originellement au jeu de société. Tous ces personnages se retrouvent en position de victime au long du film : l'automobiliste tué avec la clef anglaise, le policier avec barre de plomb, la cuisinière avec poignard, la bonne Yvette avec la corde et la fille du télégramme chantant avec le revolver.
- Le personnage du majordome Wadsworth joué par Tim Curry est également un ajout du film. Il se borne d'ailleurs la plupart du temps à un rôle d'enquêteur extérieur entraîné malgré lui par les évènements de la soirée, auquel le spectateur peut éventuellement s'identifier.
- Certains légers détails du manoir diffèrent (mentionné en petit et entre parenthèses) :

| Cuisine                                        | Salle de bal                                                              | Véranda          |
| Salle à manger                                 | Couloir central (avec accès à la cave et escaliers vers le premier étage) | Salle de billard |
| Salle à manger                                 | Couloir central (avec accès à la cave et escaliers vers le premier étage) | Bibliothèque     |
| Salle de séjour (salon dans le jeu de société) | Hall (ouvert sur le couloir)                                              | Bureau           |

Aussi, le film rajoute à ces salles classiques du jeu un premier étage, où se situent fort logiquement des chambres à coucher avec salles de bain. Il y a également un grenier, au second étage.